# Mouhcine Moutouali
Mouhcine Moutouali (Casablanca, 3 marzo 1986) è un calciatore marocchino, centrocampista del Hassania Agadir.

## Carriera

### Club
Con il Raja Casablanca ha giocato varie edizioni del campionato marocchino e ha preso parte ad alcune partite della CAF Champions League e della Coppa del mondo per club FIFA 2013. Nella stagione 2011-2012 è passato in prestito all'Emirates, negli Emirati Arabi Uniti.

### Nazionale
Esordisce con la nazionale marocchina nel 2014 nell'incontro pareggiato per 0-0 contro la nazionale dello Zimbabwe.

## Palmarès

### Competizioni nazionali
- Campionato marocchino di calcio: 1

Raja Casablanca: 2012-2013